# Eddy De Lépine
Pour les articles homonymes, voir De Lépine.
Eddy De Lépine (né le 30 mars 1984 à Fort-de-France) est un athlète français, spécialiste des épreuves de sprint. Il est champion du monde du relais 4 × 100 mètres en 2005 à Helsinki, en compagnie de Ladji Doucouré, Ronald Pognon et Lueyi Dovy.

## Biographie
Le sprinteur martiniquais commence par le 110 mètres haies dans sa jeunesse avant de se spécialiser sur le 200 mètres.
Lors des Championnats du monde cadet 2001, il glane la médaille de bronze du 110 mètres haies en 13 s 39.
Lors des Jeux olympiques d'Athènes en 2004, il s'arrête en quart de finale du 100 m après avoir réalisé son meilleur temps de la saison en série (10 s 27).
Lors des championnats du monde 2005, à Helsinki, il devient champion du monde du 4 × 100 m avec ses coéquipiers Ladji Doucouré, Ronald Pognon et Lueyi Dovy, en réalisant le temps de 38 secondes et 8 centièmes.
En 2007, il est sélectionné en équipe de France aux Championnats du monde d'athlétisme.

## Palmarès
| Date | Compétition                       | Lieu     | Résultat | Épreuve     | Temps   |
| ---- | --------------------------------- | -------- | -------- | ----------- | ------- |
| 2001 | Championnats du monde cadets      | Debrecen | 3e       | 110 m haies | 13 s 39 |
| 2003 | Championnats d'Europe juniors     | Tampere  | 3e       | 4 × 100 m   | 40 s 50 |
| 2005 | Championnats d'Europe espoirs     | Erfurt   | 2e       | 100 m       | 10 s 30 |
| 2005 | Championnats d'Europe espoirs     | Erfurt   | 1er      | 4 × 100 m   | 38 s 95 |
| 2005 | Championnats du monde             | Helsinki | 1er      | 4 × 100 m   | 38 s 08 |
| 2006 | Championnats d'Europe             | Göteborg | 6e       | 200 m       | 20 s 77 |
| 2007 | Coupe d'Europe des nations        | Munich   | 2e       | 4 × 100 m   | 38 s 40 |
| 2009 | Championnats d'Europe par équipes | Leiria   | 3e       | 4 × 100 m   | 38 s 80 |

### Records
| Épreuve | Performance | Lieu           | Date        |
| ------- | ----------- | -------------- | ----------- |
| 100 m   | 10 s 19     | Fort-de-France | 7 juin 2003 |
| 200 m   | 20 s 47     | Fort-de-France | 8 mai 2008  |